# Baróti Lajos (irodalomtörténész, 1856–1933)
Baróti Lajos, 1884-ig Grünn Lajos (Haulikfalva (Perjámos), 1856. augusztus 26. – Balatonalmádi, 1933. március 13.) irodalomtörténész, történész, polgári iskolai tanár.

## Életútja
Apja katolikus néptanító volt. Gimnáziumi tanulmányait 1868 és 1875 között Szegeden és Temesvárott végezte. 1875 őszén Pestre ment az egyetemre és jogot hallgatott, két évre rá a bölcseleti karhoz ment át. 1879-ben letette a középiskolai tanári vizsgálatot történelemből és földrajzból, 1880-81-ben a magyar- és német nyelv és irodalomból. 1880-ban fővárosi polgár-iskolai tanár lett. Eleinte ideiglenes minőségben az V. kerületi polgári leányiskolánál működött, miután már előbb négy éven át a Röser-féle kereskedelmi iskolában tanított. 1882-ben a várbeli polgári leányiskolához a magyar és német nyelv és irodalom tanárának választatott meg. 1894 és 1905 között Budapesten volt felsőreáliskolai tanár. Miután nyugalomba vonult, Balatonalmádiban élt súlyos betegen. 
1882-től Petőfi Sándor tanulmányozásával foglalkozott és az élete és költészetére vonatkozó adatokat gyűjtötte. Az erre vonatkozó cikkek megjelentek a Fővárosi Lapokban (1883), Vasárnapi Ujságban (1884-85. 1890.) és Nemzetben (1884.)

## Munkái
- Petőfi ujabb reliquiái. 1838-49. (Budapest, 1887) Online
- Perjamos. (Gross-Becskerek, 1889. Ez a monográfia előbb a Torontaler Zeitungban 1888-89-ben jelent meg.)
- A bánsági legrégibb német település története (Temesvár, 1892)
- Adattár Délmagyarország XVIII. sz.-beli történetéhez (I-III., Temesvár, 1896–1907)
- A magyar nemzet története (Átdolgozás Szalay József után, Bp., 1896–98)
- Petőfi adomák. (Budapest, 1908) Online